# حارة عمر بن الخطاب (أزال)
حارة عمر بن الخطاب هي إحدى حارات حي أزال بمديرية أزال في مدينة صنعاء، بلغ تعداد سكانها 1032 نسمة حسب تعداد اليمن لعام 2004.